# Metoda měřického stolu
Metoda měřického stolu (mensula tabula praetoriana) nebo jen (mensula praetoriana) je měřická metoda k zobrazování polohopisu, pocházející z 16. století. Jedná se o metodu podrobného měření, při které se pomocí eklimetru přímo na stanovisku v terénu vyznačují na zajištěném papíru upevněném na měřickém stole směry a vzdálenosti z tohoto stanoviska na určovaný bod.

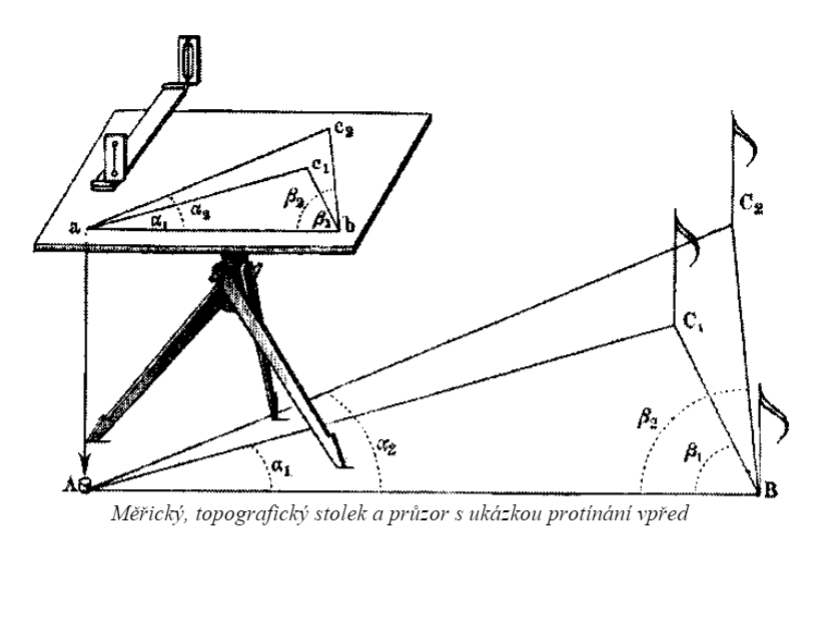
Ukázka metody měřičského stolu

## Vývoj metody

### 16. a 17. století
Roku 1576 vynalezl tuto metodu jáchymovský rodák Jan Praetorius (profesor v Alttorfu) a vyvíjela se až do roku 1590. V některé literatuře je uváděn i rok 1616. Popsána byla tato metoda v knize Daniela Schmentnera, která vyšla roku 1718.

### 18. století
V důsledku bitvy na Bílé Hoře roku 1620 došlo k velkým majetkovým změnám. Neefektivnost poddanského a robotního systému se projevila v 18. století nespokojeností a selskými vzpourami. Roku 1775 navrhl František Antonín Raab Marii Terezii systém robotní abolice, spočívající v rozdělení panské půdy do pachtu poddaným. V Čechách byly metodou měřického stolu vyhotoveny mapy v měřítku 1:2520.

### 19. století
V důsledku vývoje autoredukčních optických dálkoměrů se v 19. století přešlo na jiné měřické metody, jako byla nitková tachymetrie nebo číselná tachymetrie.

## Pomůcky
- Trojnohý stativ
- Měřická deska
- Měřická lať
- Eklimetr
- Papír

## Princip metody
Zeměměřič přišel do terénu se stolem, který byl tvořen dřevěnou deskou velikosti cca 60×60 cm, připevněnou na měřický stativ (trojnohý stativ). Pomocí libely urovnal stůl do vodorovné polohy. Na stole byl připevněn tzv. mapový podklad, což byl list papíru, na kterém byly zakresleny dané body (trigonometrické apod.). Dále byl na papíře vykreslen rám v určitém měřítku. Měřič se se stolem přemisťoval z bodu na další body a z každého prováděl měření na měřickou lať, se kterou chodil v terénu jeho spolupracovník. Měření se provádělo přístrojem zvaným eklimetr, což je pravítko se sklopným dalekohledem. Později byl tento dalekohled vybaven i výškovým kruhem a dálkoměrnými nitěmi, tudíž bylo možné měřit i výškové úhly a vzdálenosti. Při jednom procesu měření byl měřič schopen určovat vzdálenost a převýšení bodů, což umožnilo pořízení polohopisu i výškopisu. Díky tomuto vylepšení se z klasické stolové metody stala stolová tachymetrie a ve své době byla nejefektivnější mapovací metodou.